# クイリング

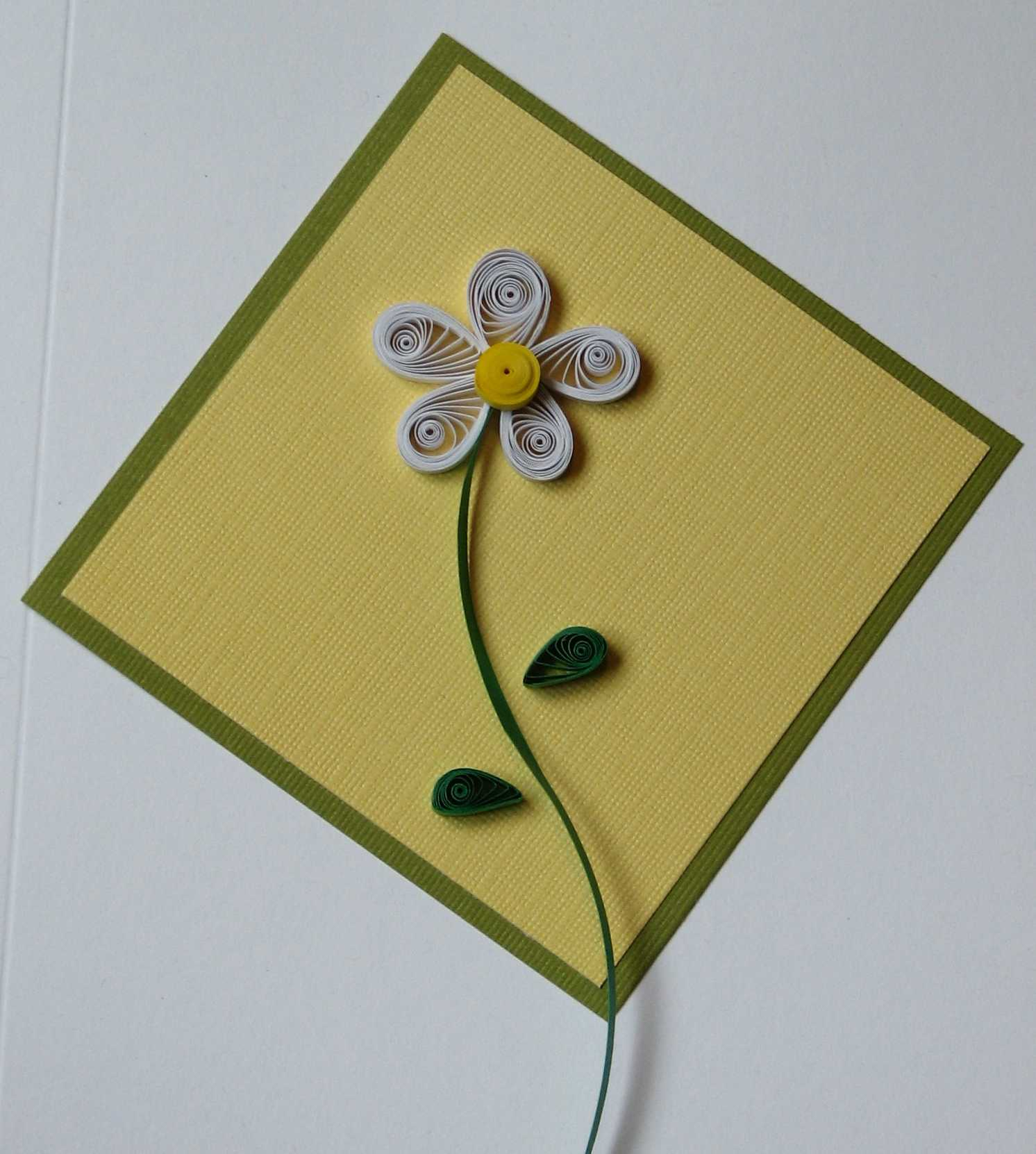

クイリング (Quilling) とは、細長い紙を巻いて渦巻き型のモチーフを作り、モチーフ同士を張り合わせて装飾図案を作る手芸。
ペーパークイリング（Paper quilling）ともいわれる。

## 歴史
15世紀-16世紀ごろ、ヨーロッパの修道女が宗教的用具を装飾するために、紙片を巻いてモチーフを作ったのが始まりと言われている。
紙を巻く際に、芯に鳥の羽根(quill)を使用したため、クイリングと呼ばれるようになった。